# Кафана Ајдук Вељко (Београд)
Кафана Ајдук Вељко је чувена београдска кафана из периода друге половине 19. века и почетка 20. века.

## Историјат
Изграђена је око 1850. године. Кафану је почео градити Јефрем (Јеврем) Петровић, унук Милутина Петровића. Милутин је био рођени брат Вељка Петровића (у народу познат као Хајдук Вељко). Када је кафана била завршена Јефрем јој дао име по свом чувеном претку.
Овај објекат је имао и ресторанску салу и модерни бифе, тако да су се ту организовале свадбе и забаве. Кафана је више пута мењала власнике, односно закупце.
Карло Пероло Гарибалдинац који је био кувар код београдског паше, али и учесник српско-турских ратова 1876-1878. године преузео је кафану 1872. године и према хроничарима тог времена тада су се у овој кафани служила најбоља јела у граду. Карло Пероло је отворио први модерни бифе у Београду, а познат је и по томе што је у кафани први у Београду почео да точи црно минхенско пиво Салватор.
Након њега, неко врееме власник кафане је био извесни Бора Јелкић који је банкротирао 1908. године и тада кафану преузима Павле Тица, а затим 1911. године кафану купује милош Савчић. У периоду пре 1860. године, а после њеног отварања један од власника бипо је и Јефремов деда и брат Хајдук Вељка Милутин Петровић Ера.
Осим тога постоји и податак да је генерал Јован Белимарковић 1885. године купио кафану и давао је под закуп. Закупаца је било много, а позната су имена Илије Николића, Станка Здравковића, Михаила Ђорђевића...

### Промена назива кафане
Ајдук Вељко је оригинално име кафане, али је након реформе српског писма у литератури кафана била позната под именом кафана Хајдук Вељко. Један од бројних закупаца преименовао је кафану у Златни паун.

## Занимљивости
Прва масовна производња и продаја кобасица, шваргле и кавурме у Београду крајем осамдедетих година 19. века почела је баш у овој кафани, а као први мајстор од заната уписан је Чех Богољуб Росулека.
Стални гости кафане били су, поред других, боеми и песници Ђура Јакшић и Јован Јовановић Змај.